# Генеральний штаб Армії оборони Ізраїлю
Генеральний штаб Ізраїлю або Генеральна штаб-квартира (івр. המטה הכללי של צה"ל), скорочено Маткаль (מטכ "ל) — вищий орган управління Армії оборони Ізраїлю. Воно базується в комплексі Кір'ї (табір Рабин) у Тель-Авіві.

## Учасники

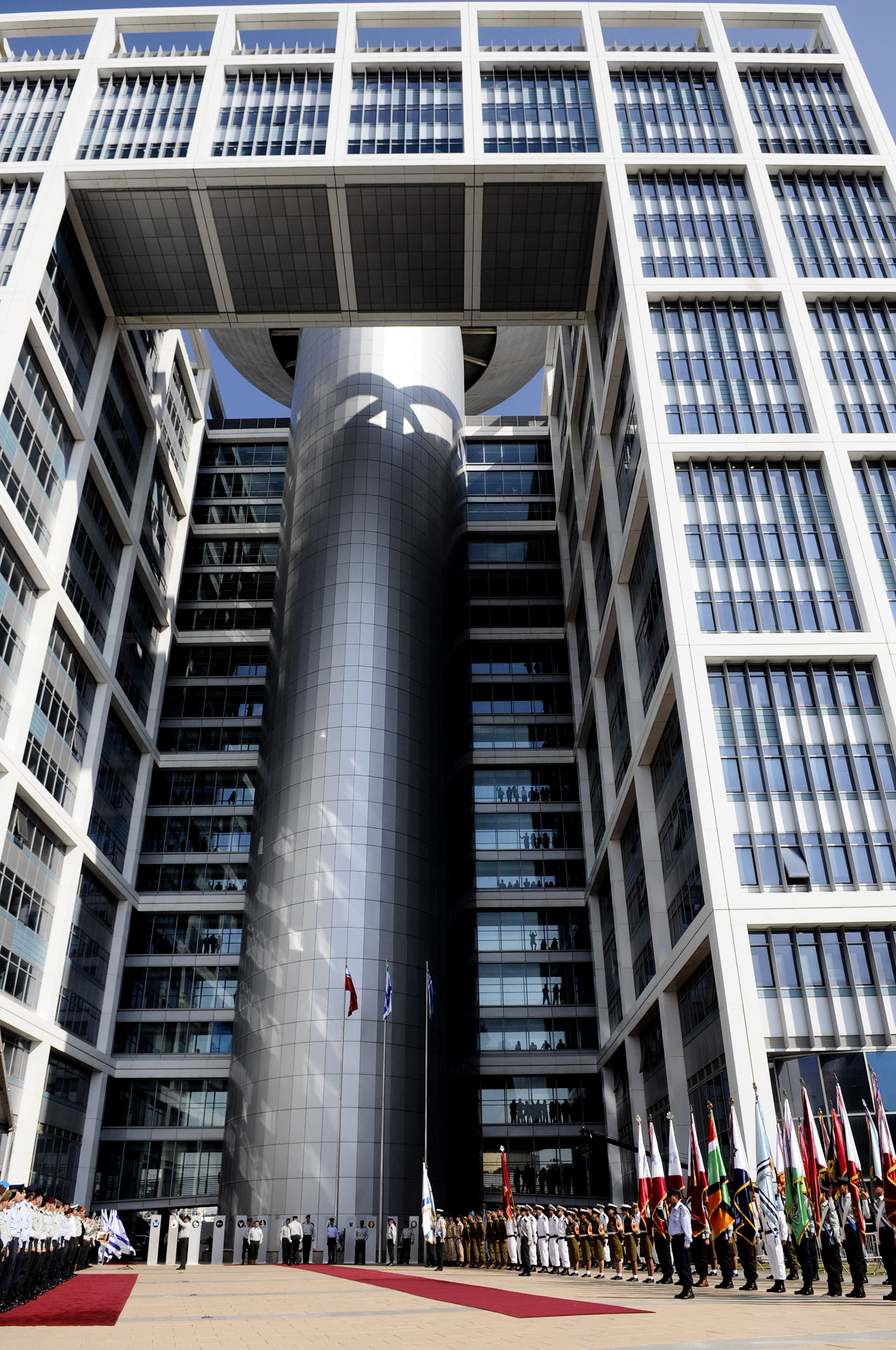
Почесна варта в штаб-квартирі АОІ для проводів начальника штабу Ґабі Ашкеназі, що йде у відставку

Більшість членів Генерального штабу — це офіцери у званні Алуф та керівники наступних військових і цивільних органів:

### Начальники
- Начальник Генерального штабу — Рав Алуф Герці Га-Леві
- Заступник начальника Генерального штабу — Алуф Амір Барам

### Армії
- Командувач Командуванням штаба Армії — Алуф Тамір Ядай
- Командувач Повітряних сил — Алуф Томер Бар
- Командувач Військово-морських сил — Алуф Давид Салама

### Управління
- Керівник Оперативного управління — Алуф Одед Басьюк
- Керівник Управління воєнної розвідки — Алуф Шломi Бiндер
- Керівник Управління планування та загальновійськового будівництва сил — Алуф Еяль Гарель
- Керівник Управління технлогії та логістики — Алуф Мішель Янко
- Керівник Управління людських ресурсів — Алуф Янів Асор
- Керівник Управління ІКТ та оборони ІБ — Алуф Авiад Даган
- Керівник Управління стратегії та третього кола — Алуф Елієзер Толедано

### Командування
- Алуф, відповідальний за Командування «Північ» — Алуф Орі Гордін
- Алуф, відповідальний за Командування «Центр» — Алуф Авi Блут
- Алуф, відповідальний за Командування «Південь» — Алуф Ярон Фінкельман
- Алуф, відповідальний за Командування тилу — Алуф Рафі Міло

### Інші
- Військовий секретар при Прем'єр-міністрі — Алуф Роман Ґофман
- Командир Глибинного штабу та підрозділу військових коледжів АОІ — Алуф Німрод Алоні
- Командувач Північного корпусу та керівник маневреної групи — Алуф Дан Ґольдфус
- Командувач корпусу Генерального штабу та начальник Командування освіти та підготовки — Алуф Давід Зіні
- Координатор діяльності уряду на територіях — Алуф Гассан Еліан
- Президент Військового апеляційного суду — Алуф Орлі Маркман
- Штаб Головного військового прокурора — Алуф Іфат Томер-Єрушалмі
- Прес-секретаріат АОІ — Тат Алуф Данієль Гаґарі
- Фінансовий радник Начальника Генерального штабу — Тат Алуф Ґіль Пінхас
- Військовий секретар при міністрі оборони — Тат Алуф Ґай Маркiзано

### Цивільні
- Генеральний директор Міністерства оборони — Алуф (запасу) Еяль Замір
- Відділ контролю оборонних відомств — Тат Алуф (запасу) Яір Воланський
- Голова Управління з досліджень, розвитку озброєння та технологічної інфраструктури — Тат Алуф (запасу) Данні Ґолд
- Контролер армії — Тат Алуф (запасу) Офер Саріг